# BLUE ROSE knows
『BLUE ROSE knows』（ブルーローズノウズ）は、MindaRynのデビューシングル。2020年11月28日にLantisから発売された。

## 概要
表題曲「BLUE ROSE knows」は、テレビアニメ『神達に拾われた男』エンディングテーマ。作詞・作曲にロックバンドSpecialThanksのボーカル・ギター、Misakiを迎え、MindaRynの魅力を引き立たせるロックチューンを制作した。
またカップリングには、テレビアニメ『ヴァイオレット・エヴァーガーデン』オープニング主題歌・TRUE「Sincerely」の英訳詞によるカバー「Sincerely (English Version)」を収録。選曲理由として、ランティスのスタッフから連絡が来たきっかけがこの曲のカバーだったことを挙げている。

## 収録曲
1. BLUE ROSE knows
作詞・作曲：Misaki、編曲：長澤孝志
テレビアニメ『神達に拾われた男』エンディングテーマ
2. START
作詞・作曲：Misaki、編曲：キクチハルカ
3. Sincerely (English Version)
作詞：唐沢美帆、作曲：堀江晶太、編曲：キクチハルカ、英訳詞：Lynne Hobday
※TRUE「Sincerely」の英訳詞カバー